# Wapen van Zeist

Het wapen van Zeist

Het wapen van Zeist werd op 11 september 1816 aan de Utrechtse gemeente Zeist toegekend. Omdat de gemeente Zeist geen fusies heeft ondergaan is het wapen sinds de toekenning niet gewijzigd.
Het gemeentewapen is direct afgeleid van het wapen van het geslacht Van Seyst (ook gespeld als Van Seijst en Van Zeist) die een wapen voerden met vijf kantelen, waar de gemeente er een voert met zeven kantelen. Aan het begin van de twintigste eeuw werd het wapen gevoerd met een kroon met vijf bladeren.

## Blazoenering
De blazoenering van het wapen van Zeist luidt als volgt:
Van zilver en chef gebretesseerd van sabel.
Het schild is geheel zilver van kleur met een zwart schildhoofd dat gekanteeld is. Het wapen wordt niet gedekt door een kroon of gehouden door een of meer schildhouder(s).